# حمام بورخیل ارطه
حمام بورخیل ارطه مربوط به دوره قاجار است و در شهرستان قائم شهر، بخش مرکزی، روستای بور خیل ارطه واقع شده و این اثر در تاریخ ۱۱ مرداد ۱۳۸۴ با شمارهٔ ثبت ۱۲۵۵۸ به‌عنوان یکی از آثار ملی ایران به ثبت رسیده است.